# Agallia plotina
Agallia plotina är en insektsart som beskrevs av William Lucas Distant 1908. Agallia plotina ingår i släktet Agallia och familjen dvärgstritar. Inga underarter finns listade i Catalogue of Life.